# Protonemura
Protonemura är ett släkte av bäcksländor. Protonemura ingår i familjen kryssbäcksländor.

## Bildgalleri

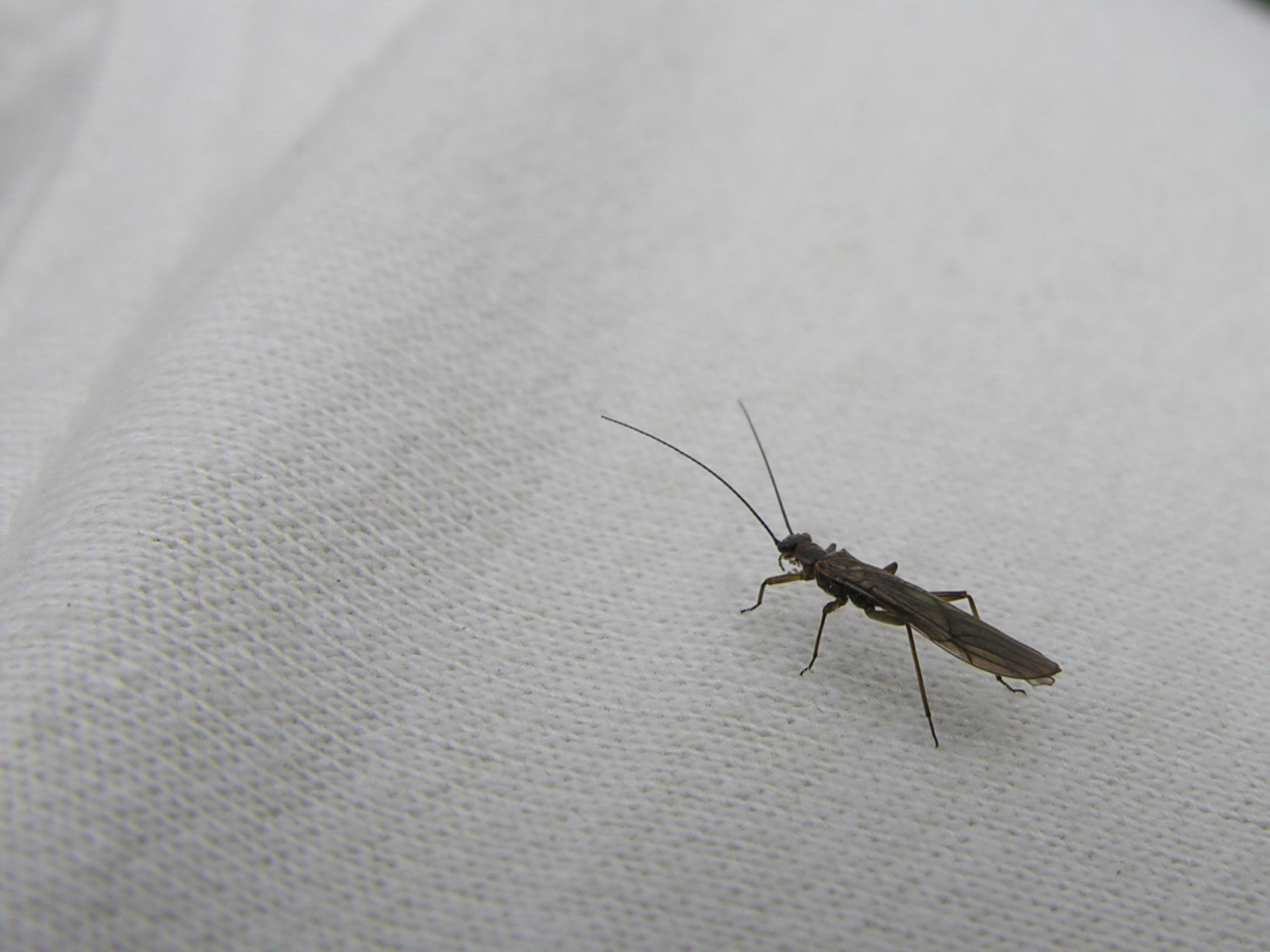
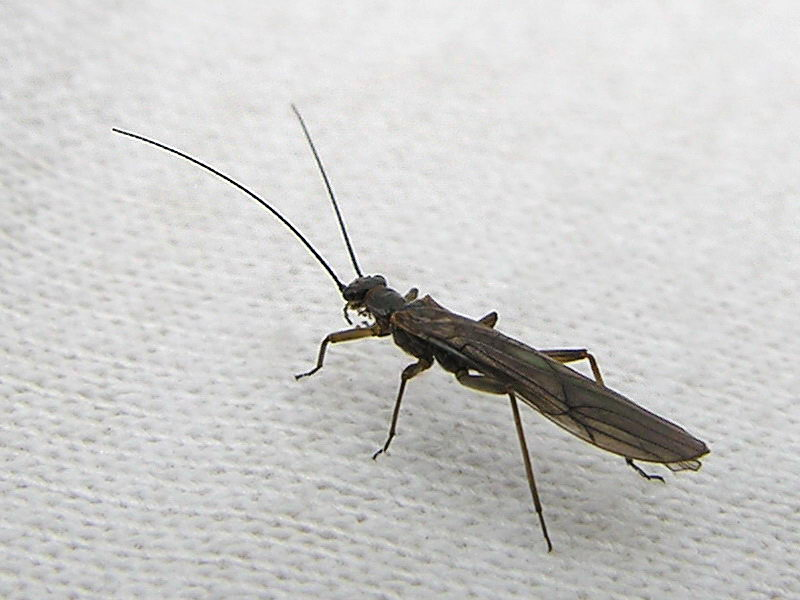
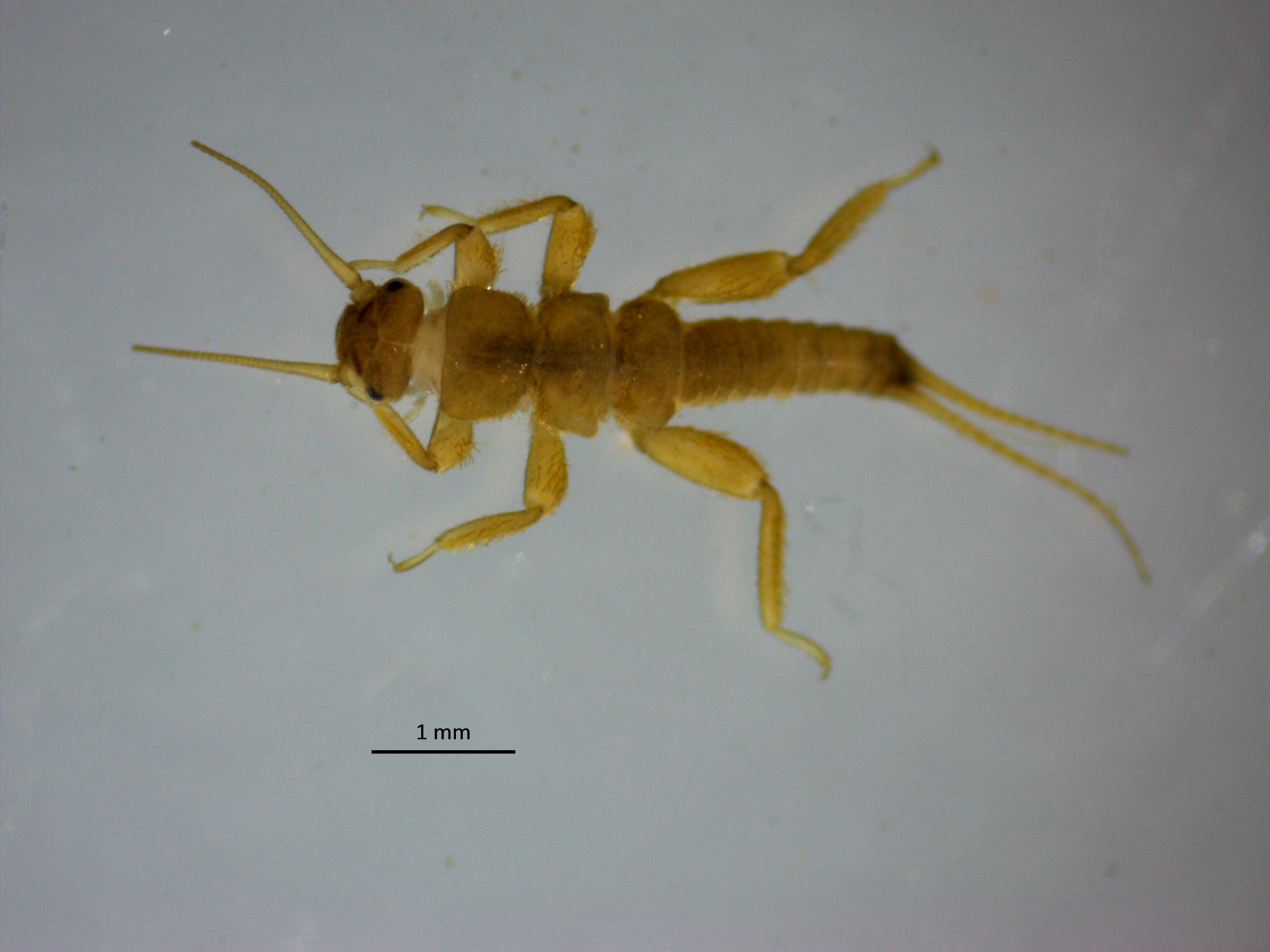
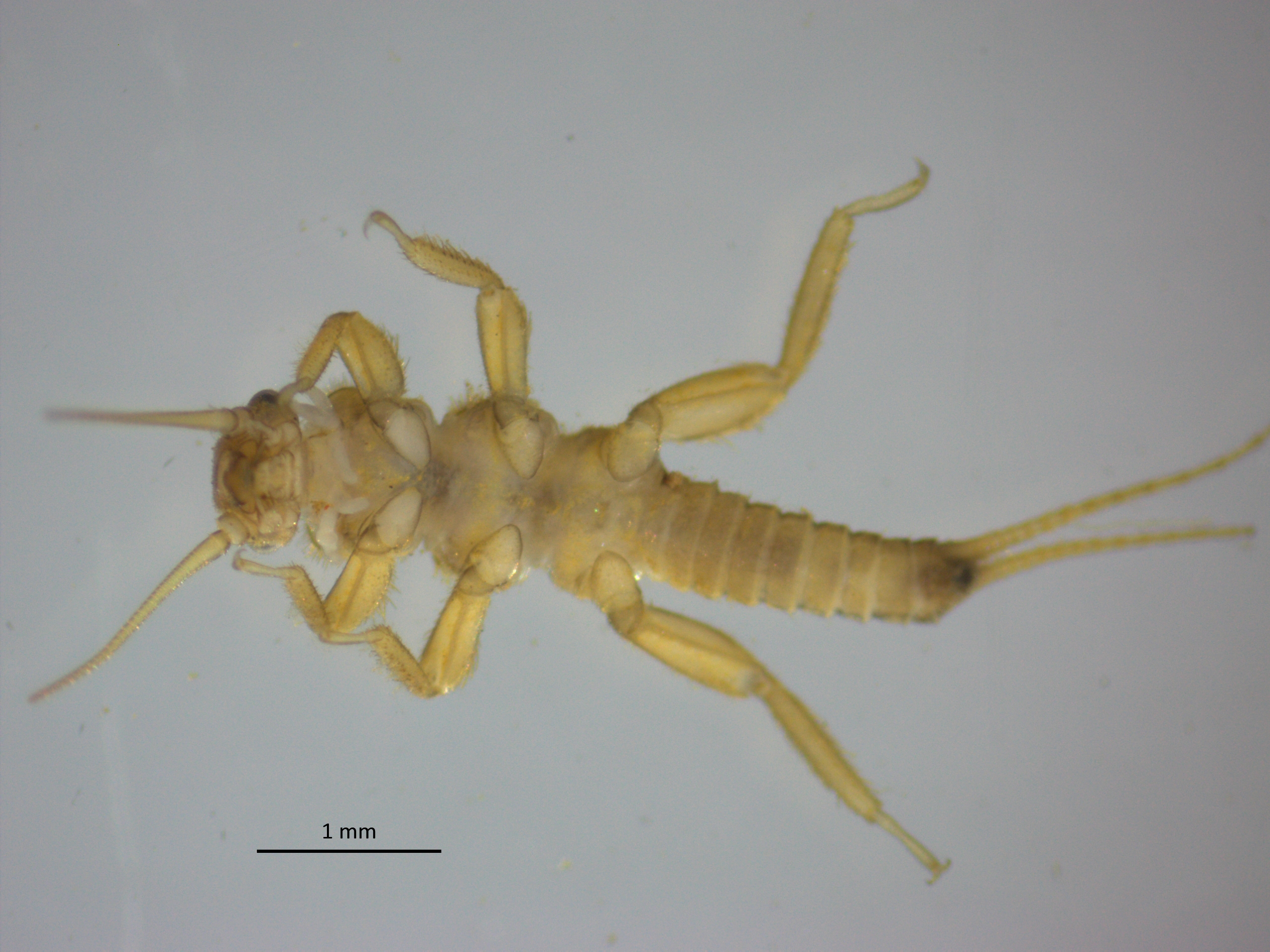
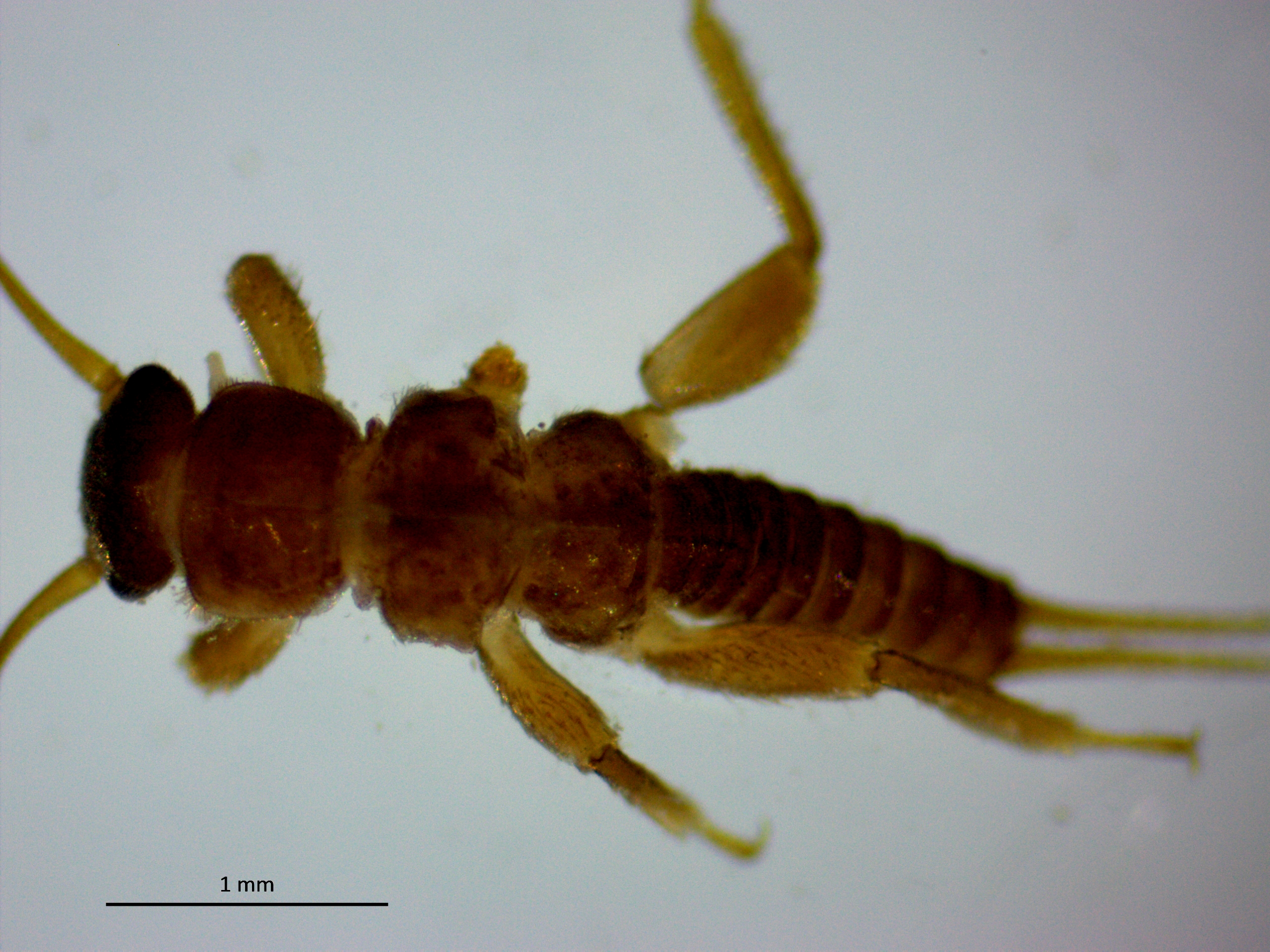

## Dottertaxa tillProtonemura, i alfabetisk ordning[1][2]
- Protonemura abchasica
- Protonemura aculeata
- Protonemura aestiva
- Protonemura aki
- Protonemura albanica
- Protonemura alcazaba
- Protonemura algirica
- Protonemura algovia
- Protonemura alticola
- Protonemura androsiana
- Protonemura angelieri
- Protonemura angulata
- Protonemura aroania
- Protonemura asturica
- Protonemura auberti
- Protonemura ausonia
- Protonemura austriaca
- Protonemura autumnalis
- Protonemura bacurianica
- Protonemura baumanni
- Protonemura beatensis
- Protonemura beaumonti
- Protonemura berberica
- Protonemura besucheti
- Protonemura bidigitata
- Protonemura bifida
- Protonemura biintrans
- Protonemura bipartita
- Protonemura brachystyla
- Protonemura brevistyla
- Protonemura brittaini
- Protonemura bucolica
- Protonemura canigolensis
- Protonemura capitata
- Protonemura caprai
- Protonemura consiglioi
- Protonemura corsicana
- Protonemura costai
- Protonemura cressa
- Protonemura culmenis
- Protonemura curvata
- Protonemura dakkii
- Protonemura dilatata
- Protonemura drahamensis
- Protonemura elbourzi
- Protonemura elisabethae
- Protonemura ermolenkoi
- Protonemura eumontana
- Protonemura excavata
- Protonemura filigera
- Protonemura fusunae
- Protonemura gladifera
- Protonemura globosa
- Protonemura hakkodana
- Protonemura hassankifi
- Protonemura helenae
- Protonemura hiberiaca
- Protonemura hirpina
- Protonemura hispanica
- Protonemura hotakana
- Protonemura hrabei
- Protonemura ichnusae
- Protonemura illiesi
- Protonemura intricata
- Protonemura isabellae
- Protonemura italica
- Protonemura izmiriana
- Protonemura julia
- Protonemura kohnoae
- Protonemura lagrecai
- Protonemura lateralis
- Protonemura libanica
- Protonemura libanocypria
- Protonemura macrodacyla
- Protonemura macrura
- Protonemura malickyi
- Protonemura mattheyi
- Protonemura meyeri
- Protonemura miatchense
- Protonemura microstyla
- Protonemura mira
- Protonemura montana
- Protonemura navacerrada
- Protonemura nimborella
- Protonemura nimborum
- Protonemura nitida
- Protonemura oitica
- Protonemura orbiculata
- Protonemura oreas
- Protonemura pectinata
- Protonemura phoenicia
- Protonemura praecox
- Protonemura pseudonimborum
- Protonemura pyrenaica
- Protonemura rauschi
- Protonemura recurvata
- Protonemura ressli
- Protonemura risi
- Protonemura robusta
- Protonemura ruffoi
- Protonemura salfii
- Protonemura scutigera
- Protonemura seticollis
- Protonemura sicula
- Protonemura siveci
- Protonemura spinulata
- Protonemura spinulosa
- Protonemura strandschaensis
- Protonemura strumosa
- Protonemura talboti
- Protonemura tarda
- Protonemura teberdensis
- Protonemura towadensis
- Protonemura triangulata
- Protonemura trifurcata
- Protonemura tuberculata
- Protonemura tyrrhena
- Protonemura waliabadi
- Protonemura vandeli
- Protonemura vercingetorix
- Protonemura vernalis
- Protonemura villosa
- Protonemura viridis
- Protonemura vonbursa
- Protonemura zernyi
- Protonemura zhiltzovae